# Подосинки (Липецкая область)
Подосинки — деревня Воскресенского сельсовета Данковского района Липецкой области России.

## География
Деревня Подосинки находится на левом берегу реки Птань. На противоположном берегу расположено село Греково. Улиц с названием в селе нет, через него проходит просёлочная дорога, а также заходит автомобильная дорога.

## Население
| 2010 |
| ---- |
| 51   |